# Masters de Hamburgo 2005
El Abierto de Hamburgo de 2005 fue un torneo de tenis jugado sobre tierra batida, que fue parte de las Masters Series. Tuvo lugar en Hamburgo, Alemania, desde el 9 de mayo hasta el 16 de mayo de 2005.

## Campeones

### Individuales
Roger Federer vence a  Richard Gasquet, 6–3, 7–5, 7–6(7–4)

### Dobles
Jonas Björkman /  Max Mirnyi vencen a  Michaël Llodra /  Fabrice Santoro, 6–2, 6–3